# Manoir de Kermerien
Le manoir de Kermerien est un édifice situé à Saint-Caradec-Trégomel en France.

## Localisation
Le manoir est situé sur le territoire de la commune de Saint-Caradec-Trégomel, au lieu-dit Kermerien, dans le département du Morbihan en région Bretagne.

## Description
Édifice du XVIe et XVIIe siècles à un étage carré construit en moellons en pierre de taille de granite, toiture à longs pans couverte d'ardoises ; pignons couvert et découvert. Escalier hors-œuvre ; escalier à vis sans jour.

## Historique
La première campagne de construction date du XVIe siècle (porte d'entrée, tour d'escalier) ; la deuxième campagne date du XVIIe siècle reconstruction du logis agrandi de l'aile droite, construction des parties agricoles et du portail.
Le manoir est inscrit à l'inventaire général du patrimoine culturel.

## Galerie

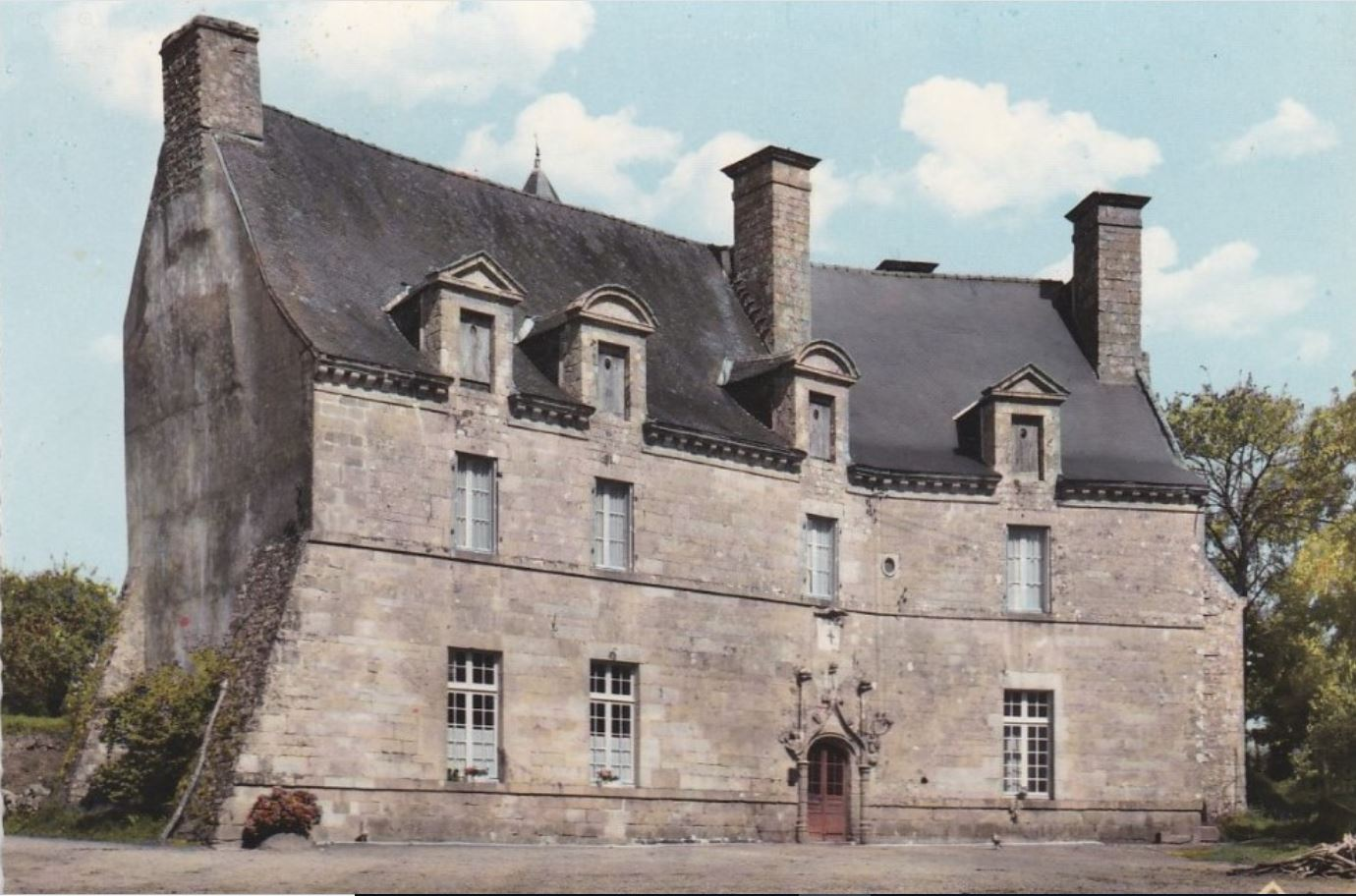
Façade de la cour intérieure du manoir vers 1950 (carte postale).
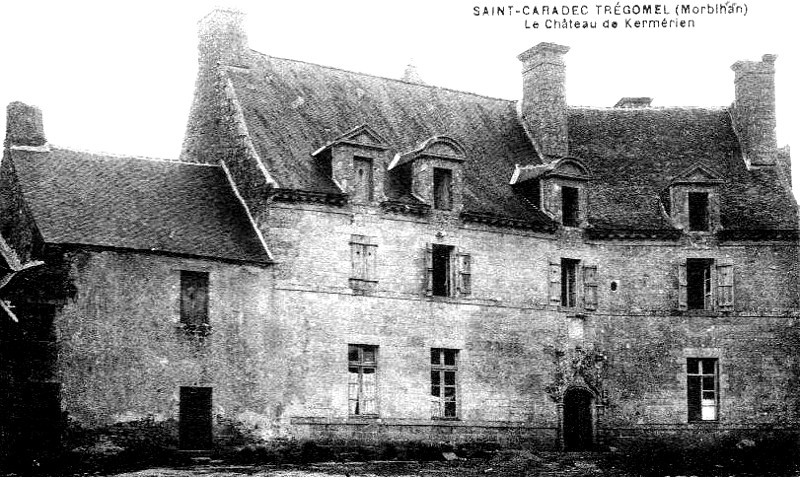
Le manoir vers 1925 (carte postale).